# Scytodes drakensbergensis
Espèce
Scytodes drakensbergensis est une espèce d'araignées aranéomorphes de la famille des Scytodidae.

## Distribution
Cette espèce est endémique d'Afrique du Sud. Elle se rencontre dans les provinces du KwaZulu-Natal et de l'État-Libre.

## Étymologie
Son nom d'espèce, composé de drakensberg et du suffixe latin -ensis, « qui vit dans, qui habite », lui a été donné en référence au lieu de sa découverte, le Drakensberg.

## Publication originale
- Lawrence, 1947 : A collection of Arachnida made by Dr. I. Trägårdh in Natal and Zululand (1904-1905). Göteborgs Konglige Veternskaps- och Vitterhets-Samhälles Handlingar, sér. B, vol. 5, no 9, p. 1-41.